# Bijelo Dugme
I Bijelo Dugme (in bosniaco Bijelo dugme, pronunciato: bielo dugme; lett. "bottone bianco") sono stati il gruppo rock più famoso della Jugoslavia. Nel corso della loro carriera hanno realizzato tredici album, vendendo più di sei milioni di dischi e segnando la storia musicale degli ultimi decenni della Jugoslavia.

## Storia
Il gruppo venne fondato da Goran Bregović, che divenne leader della band fino allo scioglimento nel 1989. Bregović aveva frequentato durante l'adolescenza la scuola musicale di Sarajevo per violinisti, dalla quale venne espulso per mancanza di talento. Poco dopo l'espulsione, la madre comprò a Bregović una chitarra.
La band nacque come Jutro ("Mattina") nel 1974  con la realizzazione del primo LP Kad bi' bio bijelo dugme ("Se io fossi un bottone bianco"). Questo album è considerato il più affine al genere heavy metal, dal quale in seguito il gruppo si allontanerà. Nei primi anni, soprattutto a opera del batterista Milić Vukašinović, la band jugoslava era fortemente influenzata dai gruppi pionieri dell'Hard rock, come i Led Zeppelin e i Black Sabbath. Dopo l'uscita del singolo, Bregović convinse il manager del gruppo a cambiare nome in Bijelo Dugme. La band originaria era composta, oltre a Bregović, dal carismatico cantante Željko Bebek, da Vlado Pravdić (tastiere), Zoran Redžić (basso) e Goran "Ipe" Ivandić (batteria).
Nel 1975 uscì il secondo album, Šta bi dao da si na mom mjestu ("Cosa darei perché tu fossi al mio posto"), che confermò l'adesione del gruppo all'hard rock classico, combinato con elementi blues e di musica tradizionale dei Balcani. L'album vendette in tre mesi più di 200 000 copie. Nel 1976 "Ipe" Ivandić e Vlado Pravdić dovettero prestare servizio nell'esercito popolare jugoslavo e furono sostituiti da Milić Vukašinović e Laza Ristovski, con i quali registrano il terzo album "Eto! Baš Hoću!" ("Ecco! Proprio voglio!"). A partire dalla metà degli anni settanta i Bijelo Dugme iniziarono una serie di concerti in tutti i maggiori centri della Jugoslavia, diventando uno dei gruppi più popolari: il 22 agosto 1977 venne organizzato alla "Hajdučka česma" nel Parco Košutnjak di Belgrado un concerto gratuito a cui parteciparono tra le 70.000 e le 100.000 persone. Nel 1978 Bregović venne chiamato dall'esercito e il gruppo si prese un anno di pausa. Il 10 settembre dello stesso anno il batterista "Ipe" Ivandić venne arrestato per possesso di hashish e venne sostituito da Điđi Jankelić. Il quarto album, Bitanga i Princeza ("Il mascalzone e la principessa"), uscito nel marzo del 1979, fu quello dal maggior successo.
Negli anni ottanta i Bijelo dugme modificarono profondamente il loro stile, avvicinandosi maggiormente al pop, ska e new wave, proposti nel quinto album "Doživjeti stotu" ("Vivere i cento" (anni)) ma soprattutto rielaborando il patrimonio della musica tradizionale e del folk balcanico, riuscendo a dare una veste rock a sonorità, temi e tempi musicali tipici delle culture jugoslave. La critica musicale di Zagabria definì tale ibrido rock pastorale (pastirski rock secondo la definizione del giornalista Dražen Vrdoljak), in quanto in questa nuova fase Bregović proponeva suoni e temi poco urbani, preferendo motivi etnici e popolari. Nel sesto album Uspavanka za Radmilu M. ("Ninna nanna per Radmila M.") fu incluso un brano, Kosovska, cantato in albanese da Željko Bebek. Ciò aprì le porte per un concerto anche a Priština, capitale della tesa provincia serba del Kosovo. Nell'aprile del 1984, Bebek abbandonò il gruppo per tentare la carriera da solista e venne sostituito dal giovane Mladen Vojičić, noto universalmente con il soprannome di "Tifa".
Nel dicembre 1984 uscì il settimo album, Bijelo Dugme (più noto come Kosovska djevojka, la "Ragazza kosovara", a causa della copertina); esso contiene anche Hej Slaveni, una versione modificata e provocatoria dell'inno nazionale federale jugoslavo e Lipe cvatu, sve je isto k'o i lani, uno delle più grandi hit della band. L'album ebbe un grande successo commerciale, ma a causa dei comportamenti poco professionali di Tifa, dei suoi problemi con alcol e droga e del suo carattere irrazionale, i rapporti all'interno del gruppo si fecero sempre più tesi. Bregović, decise di allontanare Tifa e scelse come nuovo cantante Alen Islamović, il quale in precedenza faceva parte dei band Divlje jagode ("Fragole selvatiche"). Nella seconda metà degli anni '80 uscirono gli ultimi due album del gruppo', che accentuarono l'ispirazione folk: Pljuni i zapjevaj moja Jugoslavijo ("Sputa e canta, mia Jugoslavia" e Ćiribiribela. Lo scioglimento del gruppo avviene nel 1989: durante l'ultimo tour Islamović viene ricoverato in ospedale per un improvviso dolore al petto, senza che nessun membro del gruppo fosse a conoscenza del suo problema di salute. I Bijelo Dugme si sciolsero 10 mesi prima della disgregazione della Jugoslavia.
La band si riunì, 16 anni dopo il loro scioglimento, in un ultimo e simbolico tour che coinvolse le capitali di Bosnia ed Erzegovina, Croazia e Serbia nell'estate del 2005, coinvolgendo tutti i componenti storici tranne Goran "Ipe" Ivandić, che si era suicidato in circostanze non chiare. Nel dicembre 2005, fu pubblicato un doppio album live,Koncertna Turneja 2005 (Sarajevo-Zagreb-Beograd) che include registrazioni da tutte e tre le date. La ristampa del 2006 include un DVD (con due brani in più) e filmati inediti dei primi anni del gruppo.

## Discografia

### Album in studio
- 1974 - Kad bi' bio bijelo dugme
- 1975 - Šta bi dao da si na mom mjestu
- 1976 - Eto! Baš hoću!
- 1979 - Bitanga i princeza
- 1980 - Doživjeti stotu
- 1983 - Uspavanka za Radmilu M.
- 1984 - Bijelo Dugme
- 1986 - Pljuni i zapjevaj moja Jugoslavijo
- 1988 - Ćiribiribela

### Album dal vivo
- 1977 - Koncert kod Hajdučke česme
- 1981 - 5. april '81
- 1987 - Mramor, kamen i željezo
- 2005 - Koncertna Turneja 2005 (Sarajevo-Zagreb-Beograd)

## Componenti
- Željko Bebek - cantante, basso (1974 - 1984)
- Goran Bregović - chitarra (1974 - 1989)
- Alen Islamović - cantante (1985 - 1989)
- Goran "Ipe" Ivandić - batterista (1974 - 1976, 1977 - 1978, 1982 -  1989)
- Điđi Jankelić - batterista (1978 - 1982)
- Sanin Karić - basso (1977)
- Vlado Pravdić - tastiere (1974 - 1976, 1978 - 1987)
- Ljubiša Racić - basso (1975 - 1977)
- Zoran Redžić - basso (1974 - 1975, 1977 - 1989)
- Laza Ristovski - tastiere (1976 - 1978, 1985 - 1989)
- Mladen "Tifa" Vojičić - cantante (1984 - 1985)
- Milić Vukašinović - batterista (1976)